# Bataille de Hama (903)
Pour les articles homonymes, voir bataille de Hama.
La bataille de Hama s'est déroulée à quelque 24 km de la ville de Hama, en Syrie, le 29 novembre 903, entre les forces du califat abbasside, dirigées par Mohammed ibn Suleyman, et les Qarmates, dirigés par Husain ibn Zikrawaih. Les Abbassides sont victorieux, ce qui aboutit à la capture et à l'exécution du dirigeant des Qarmates. Cela a affaibli la présence de Qarmatian dans le nord de la Syrie, qui a finalement été éradiquée après la répression d'une autre révolte en 906. Plus important encore, elle a ouvert la voie à l'attaque des Abbassides sur la dynastie autonome des Toulounides et à la réincorporation des domaines des Toulounides dans le sud de la Syrie et de l'Égypte dans le califat abbasside.

## Sources
- (en) Thierry Bianquis, « Autonomous Egypt from Ibn Ṭūlūn to Kāfūr, 868–969 », dans Petry, Carl F, Cambridge History of Egypt, Volume One: Islamic Egypt, 640–1517, Cambridge, Cambridge University Press, 1998 (ISBN 0-521-47137-0, lire en ligne), p. 86–119
- (en) Farhad Daftary, The Ismāʿı̄lı̄s : Their History and Doctrines, Cambridge University Press, 2007, Second éd., 800 p. (ISBN 978-0-521-61636-2, lire en ligne)
- (de) Heinz Halm, Das Reich des Mahdi : Der Aufstieg der Fatimiden [« The Empire of the Mahdi: The Rise of the Fatimids »], Munich, C. H. Beck, 1991, 470 p. (ISBN 3-406-35497-1)
- (en) Hugh N. Kennedy, The Prophet and the Age of the Caliphates: The Islamic Near East from the 6th to the 11th Century, Harlow, UK, Pearson Education Ltd., 2004, Second éd. (ISBN 0-582-40525-4, lire en ligne)